# کیتی کوریک

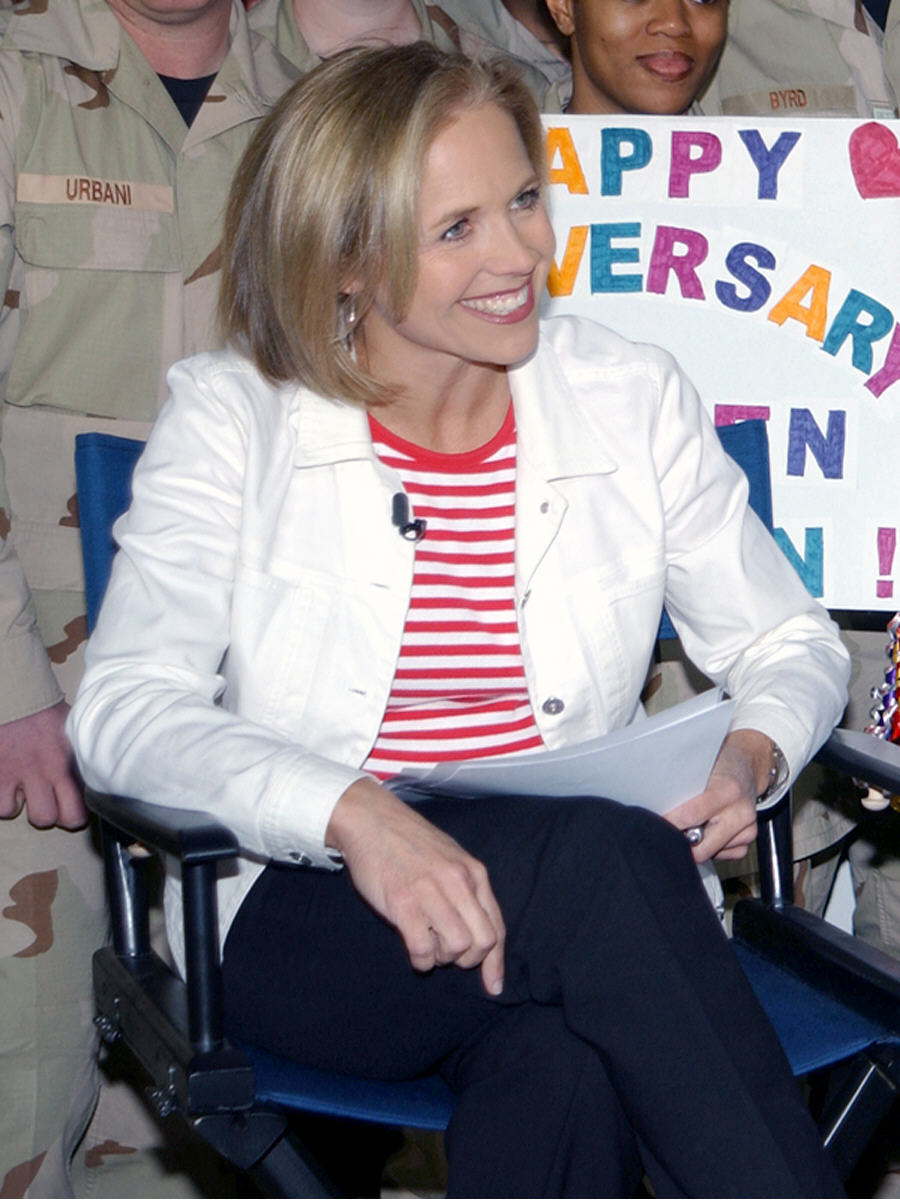

کیتی کوریک (به انگلیسی: Katherine Anne "Katie" Couric)؛ (زادهٔ ۷ ژانویه ۱۹۵۷)، شخصیت‌های تلویزیونی اهل ایالات متحده آمریکا است.

## زندگی‌نامه
وی مجری ارشد و سر ویراستار شبانگاهی برنامه تلویزیونی اخبار شامگاهی سی بی اس از شبکه سرتاسری سی بی اس می‌باشد.
کوریک که در آرلینگتون، ویرجینیا متولد شد، دانش‌آموخته دانشگاه ویرجینیا است. نشریه فوربز کوریک را در سال ۲۰۰۸ در ردهٔ ۶۲ از «یکصد زن پرقدرت جهان» قرار داد.

## جستارهای مربوط
- چارلی رز
- جی لنو
- جان استوارت
- بیل مار
- باربارا والترز